# Machowino
Machowino (deutsch Groß Machmin, slowinzisch Vjẽlħė Mãχɵvjinɵ) ist ein Dorf in der Landgemeinde Ustka im Powiat Słupski der polnischen Woiwodschaft Pommern.

## Geographische Lage
Das Kirchdorf  liegt in Hinterpommern, etwa elf  Kilometer südöstlich von Stolpmünde, zehn Kilometer nördlich von  Stolp und 108 Kilometer westlich der regionalen Metropole Danzig. Mitten durch das Dorf fließt der Bach Faul-Beek, der westlich des Dorfs in die Stolpe mündet.

## Geschichte

Groß Machmin südöstlich von Stolpmünde an der Ostsee (linke Bildhälfte) und nördlich von Stolp auf einer Landkarte von 1910.

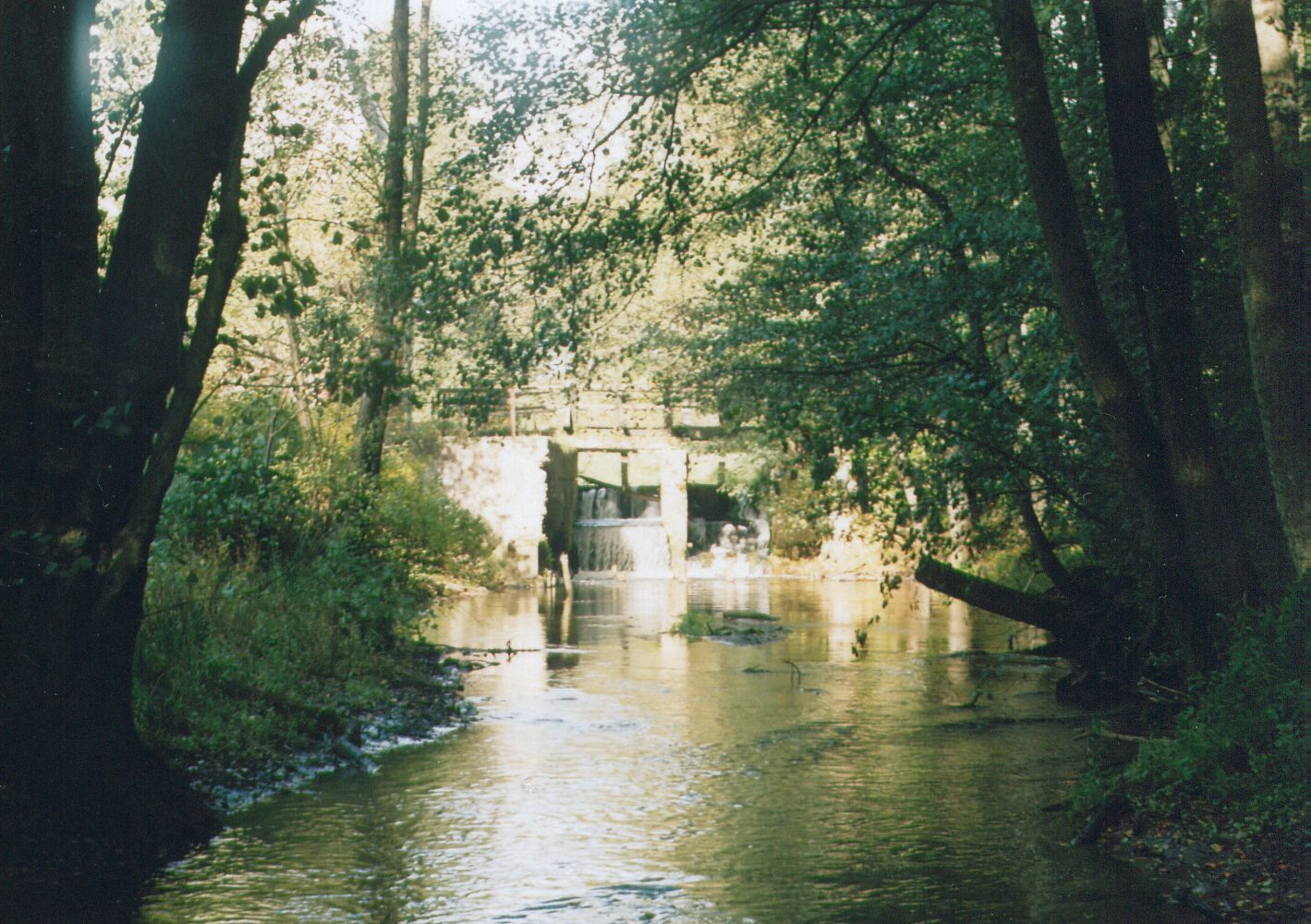
Ruine der Wassermühle (2004)

Groß Machmin war in älterer Zeit ein Rittergut. Das Dorf war ursprünglich als Zeilendorf angelegt worden. 1717 war die Familie Lettow Besitzer des Dorfes. Um das Jahr 1784 gab es in Groß Machmin ein Vorwerk, eine Wassermühle – Obermühle genannt –, fünf Bauern, vier Kossäten, einen Gasthof, eine Schmiede, einen Schulmeister und insgesamt 24 Haushaltungen.
Am 1. April 1927 hatte das Gut Groß Machmin eine Flächengröße von 1374 Hektar, und am 16. Juni 1925 hatte der Gutsbezirk 239 Einwohner. Am 30. September 1928 wurde der Gutsbezirk Groß Machmin in die Landgemeinde Groß Machmin eingegliedert.
Anfang der 1930er Jahre hatte die Landgemeinde Groß Machmin eine Flächengröße von 14,8 km². Innerhalb der Gemeindegrenzen standen insgesamt 42 bewohnte Wohnhäuser an zwei verschiedenen Wohnstätten:
1. Groß Machmin
2. Niedermühle

Um 1935 hatte Groß Machmin einen Gemischtwarenladen und eine Mühle. 1939 wurden im Ort 411 Einwohner gezählt, die in 106 Haushaltungen lebten.
Bis 1945 bildete Groß Machmin eine Landgemeinde im Landkreis Stolp, Regierungsbezirk Köslin, der preußischen Provinz Pommern. Groß Machmin war Amtssitz des  Amtsbezirks Groß Machmin. 
Im Zweiten Weltkrieg eroberte am 8. März 1945 die Rote Armee Groß Machmin. Der Ort wurde danach von der Sowjetunion der Volksrepublik Polen zur Verwaltung überlassen. Ab Sommer 1945 erschienen erste Polen im Ort, der in „Machowino“ umbenannt wurde. Es folgte die Vertreibung der einheimischen Bevölkerung durch die polnische Verwaltungsbehörde. 
Später wurden in der Bundesrepublik Deutschland 167 und in der DDR 131 aus Groß Machmin vertriebene Dorfbewohner ermittelt.
Im Jahr 2008 lebten in dem Dorf rund 500 Personen. 

## Kirche

### Dorfkirche

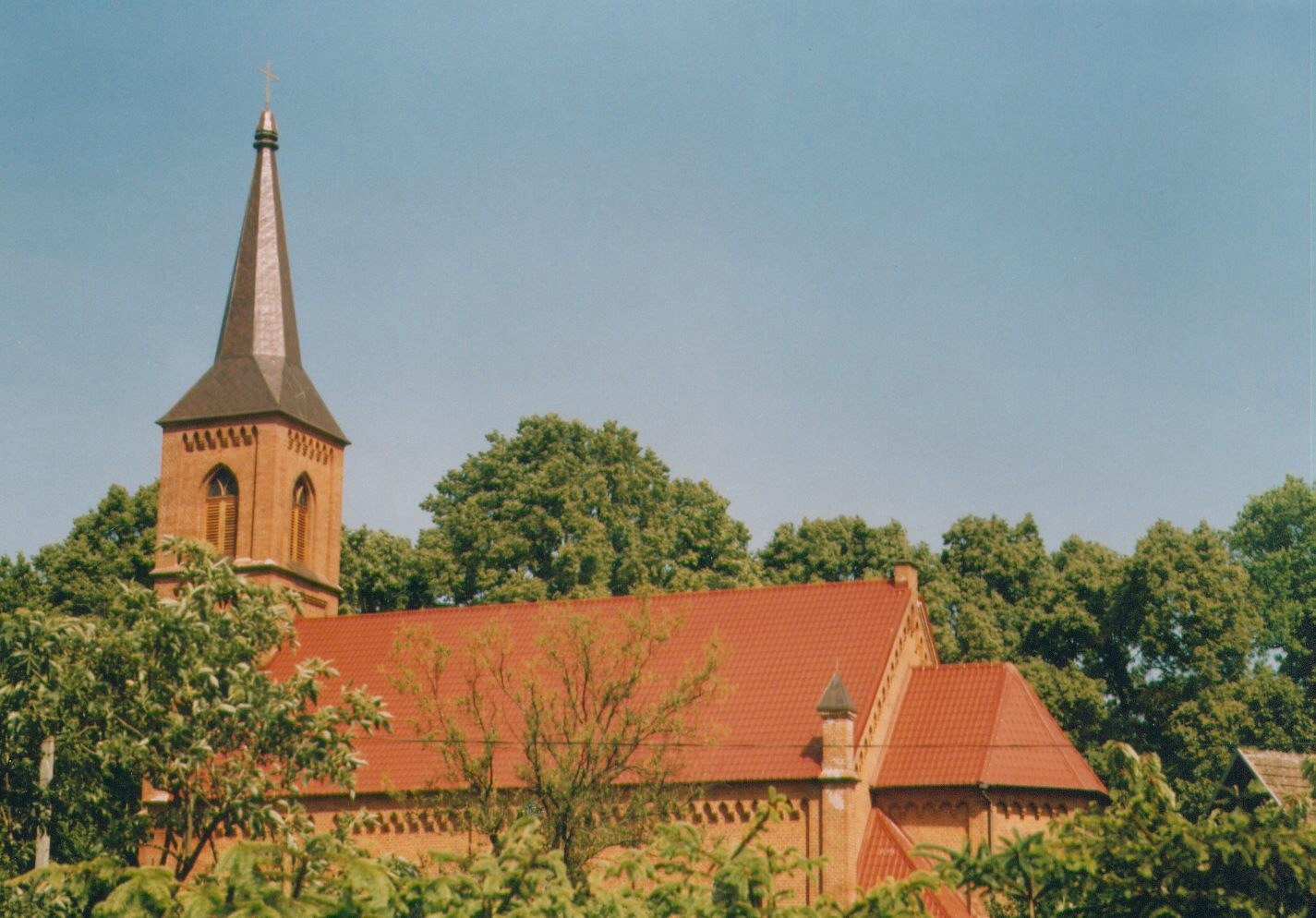
Dorfkirche (2004), bis 1945 Gotteshaus der evangelischen Gemeinde Groß Machmin

Das  Kirchengebäude stammt aus neuerer Zeit. Es enthielt Inventar einer älteren Kirche; im 19. Jahrhundert waren zwei Glocken vorhanden: eine aus dem Spätmittelalter ohne Aufschrift und eine mit der Aufschrift 1606.
Die Dorfkirche wurde nach Kriegsende 1945 von der polnischen Administration zugunsten der Römisch-katholischen Kirche in Polen zwangsenteignet und vom polnischen katholischen Klerus ‚neu geweiht‘.

### Kirchspiel bis 1945
Die bis 1945 anwesenden einheimischen Dorfbewohner waren mit seltenen Ausnahmen Evangelische (Angehörige der Landeskirche) und gehörten zum Kirchspiel Weitenhagen. Der Bestand an Kirchenbüchern reichte bis 1652 zurück.
Das katholische Kirchspiel war in Stolp.

### Polnisches Kirchspiel seit 1945
Die seit 1945 und Vertreibung der einheimischen Dorfbewohner anwesende polnische Einwohnerschaft ist überwiegend katholisch. In der Dorfkirche werden polnische katholische Messen gelesen.
Das polnische evangelische Kirchspiel ist in Stolp.

## Persönlichkeiten: Söhne und Töchter des Ortes
- Fritz Bäther (1928–1979), deutscher Politiker (SPD), Mitglied des Niedersächsischen Landtages